# 梁山镇 (汉中市)
梁山镇，是中华人民共和国陕西省汉中市南郑区下辖的一个乡镇级行政单位。

## 行政区划
梁山镇下辖以下地区：
梁山镇社区、南寨村、王巷村、梁山村、梁西村、爱国村、强国村、石拱村、南堂村、中咀村、高营村、岭岗村、万众村、荣国村、利民村、丁店村、肖营村、永远村、永固村、前丰村、新丰村、永丰村和星光村。